# トイレの花ちゃん
『トイレの花ちゃん』（トイレのはなちゃん）は、吉川新による日本の漫画作品。「トイレの花子さん」をモチーフにしている。

## 登場人物
山崎祥吾
主人公。新生社会人。22歳。
かおり
女子大生。
石川
専務。
澤田
祥吾の友人。
エリザベス
オス犬。本名はチーズ。
池内清華

池内香那
清華の従姉。
省一
香那の旦那。事故で他界している。
華蓮

竹内結花

リョウ
文の彼氏。
川合夏季

理香

佐々木
バーの経営者。
操

勇太
操の孫。
木下
教師。
堀江

### 幽霊
花子
メインヒロイン。
ユカ
OL。石川と不倫をしていた。
省太
香那と省一の息子。
永野文
結花に取り憑いている。
伊藤

## 単行本
- 吉川新 『トイレの花ちゃん』 集英社〈ジャンプ・コミックス デラックス〉、全5巻
  1. 2005年12月7日発行、ISBN 4-08-859549-1
  2. 2006年4月4日発行、ISBN 4-08-859570-X
  3. 2006年7月4日発行、ISBN 4-08-859586-6
  4. 2006年11月7日発行、ISBN 4-08-859607-2
  5. 2007年6月4日発行、ISBN 4-08-859652-8